# Fecal Matter
Fecal Matter est un groupe de punk rock américain, originaire d'Aberdeen, Washington. Le groupe est formé en 1985 par Kurt Cobain, futur membre du groupe de grunge Nirvana, avec Dale Crover des Melvins à la basse et le batteur Greg Hokanson. Hokanson a été retiré du groupe en raison de son penchant pour la bière et son attitude négative qui en a découlé. Buzz Osborne, également des Melvins, et Mike Dillard joueront dans les derniers mois de vie du groupe.
Le groupe publie une seule cassette audio démo intitulée Illiteracy Will Prevail. À l'exception du morceau Spank Thru, les morceaux de cette cassette resteront officiellement non publiés . Un réenregistrement de Downer est inclus dans le premier album de Nirvana, Bleach.

## Biographie
Fecal Matter est formé en 1985, après que Kurt Cobain a été renvoyé de l'Aberdeen High School. L'un des « groupes créés à la volée » par un groupe d'amis associé aux Melvins, il comprend initialement Cobain au chant et à la guitare, Dale Crover (batteur des Melvins) à la basse, et Greg Hokanson à la batterie. Ils passent plusieurs mois à répéter jouant des morceaux originaux et des reprises de groupes comme The Ramones, Led Zeppelin, et Jimi Hendrix,.
Chez la tante de Cobain, Mari Earl, lui et Crover enregistrent la démo Illiteracy Will Prevail sur un enregistreur quatre pistes. La date de l'enregistrement reste sujet de débats : il s'agit de décembre 1985 dans la biographie Come as You Are: The Story of Nirvana datant de 1993, tandis que pour Gillian Gaar, il s'agit des vacances de Pâques, comme elle l'entend dans sa biographie Entertain Us!: The Rise of Nirvana datant de 2012.Crover jouant à la fois de la basse et de la batterie, Cobain et lui ont enregistré 13 chansons originales au total, dont Cobain se souviendra plus tard comme une démo "totalement abrasive" de chansons punk reflétant son double intérêt pour Black Sabbath et Black Flag. Bien que Crover ait par la suite qualifié la démo d'"amateur", Buzz Osborne a rappelé une "certaine magie" dans l'enregistrement efficace du groupe, citant comme mémorable leur "capacité à assembler quelque chose de manière intéressante". En 1986, Osborne et l'ancien batteur de Melvins Mike Dillard rejoignent le groupe en jouant respectivement de la basse et de la batterie. Cette formation n'a répété que peu de temps ; Azerrad parle de la frustration de Cobain envers Osborne pour ne pas avoir pris le groupe suffisamment au sérieux pour acheter un amplificateur de basse. La seule représentation en direct de cette époque a eu lieu le 3 mai 1986, à Olympia sous le nom de Brown Towel (parfois rapporté comme "Brown Cow"). Ce projet de courte durée présentait la poésie et les paroles de Cobain ainsi que l'accompagnement musical d'Osborne et Crover.
Fecal Matter se sépare cette année-là tandis que Melvins enregistre son premier EP, Six Songs.

## Héritage
Bien que le groupe se soit séparé, Cobain a fait écouter la démo Fecal Matter à ses amis et pairs. Son ami Krist Novoselic, avec qui Cobain avait déjà joué auparavant et voulait collaborer pendant un certain temps, a entendu le groupe et a particulièrement aimé la chanson "Spank Thru". Les deux sont convenus de former un groupe, qui est finalement devenu Nirvana. Ils ont commencé les répétitions plus tard en 1986 pour le nouveau projet et ont réutilisé les chansons de Fecal Matter « Downer », « Anorexorcist » et « Spank Thru ».
"Spank Thru" est le seul morceau de la cassette à être officiellement sorti, arrivant sur l'album Sliver: The Best of the Box. "Downer" a été réenregistré dans une session de Nirvana avec Dale Crover. La chanson « Anorexorcist », qui faisait partie d'un medley sur la démo Fecal Matter, a également été réenregistrée par Nirvana dans une version session radio sortie en 2004 dans le coffret With the Lights Out.
Illiteracy will prevail est resté un élément très recherché pour les collectionneurs. De nombreux bootlegs ont surgi. Trois chansons complètes de la démo, "Sound of Dentage ", " Bambi Slaughter " et " Laminated Effect "ont été brièvement hébergées sur un site web  en 2006.
En août 2015, deux leakers anonymes ont partagé le contenu de l'intégralité de la cassette au format mp3 et sans perte. Une version remasterisée est également disponible. 

## Membres
- Kurt Cobain – vocals, guitars (1985–1986)
- Dale Crover – bass guitar, drums (1985–1986)
- Greg Hokanson – drums (1985–1986)
- Buzz Osborne – bass guitar (1986)
- Mike Dillard – drums (1986)

## Discographie
- 1986 : Illiteracy Will Prevail